# Wapen van Pekel A

Het wapen van Pekel A

Het wapen van Pekel A werd op 11 juni 1959 per koninklijk besluit door de Hoge Raad van Adel als wapen aan het Groninger waterschap Pekel A toegekend. Het waterschap hield in 1969 op te bestaan waarna het wapen buiten gebruik werd genomen. Het waterschap ging toen op in waterschap Reiderzijlvest. In het wapen van Reiderzijlvest werd het element korenaar overgenomen.

## Blazoenering
De blazoenering van het wapen luidde als volgt:
Doorsneden; I in azuur 7 waaiervormig geplaatste korenaren aan gebladerde stengels, uitkomend uit het midden van de snijlijn, alles van goud. II in goud een golvende dwarsbalk van azuur, vergezeld van vijf liggende turven van sabel, geplaatst drie boven en twee onder. Het schild gedekt met een gouden kroon van drie bladeren en twee paarlen.

## Symboliek
De korenaren zijn afkomstig van het gemeentewapen van Westerwolde en staan symbool voor de rijke landbouwgronden in het gebied. In het onderste gedeelte wordt de zandgronden en de waterlopen weergegeven waarlangs het turf (de zwarte blokjes) werd afgevoerd

## Overeenkomstige wapens

Het wapen van Reiderzijlvest

Aduarderzijlvest ·
Dollardzijlvest ·
Dorpster zijlvest ·
Duurswold ·
Eemszijlvest ·
Electra ·
Fivelingo ·
Generaal Zijlvest der Drie Delfzijlen ·
Gorecht ·
Havenschap Delfzijl ·
Hoop en Verwachting ·
Hunsingo ·
De Johannes Kerkhoven Polder ·
Oldambt ·
Ommelanderzeedijk ·
Pekel A ·
Reiderland ·
Reiderzijlvest ·
Termunter-Zijlvest ·
Westerkwartier ·
Westerwolde ·
Winsummer en Schaphalster Zijlvest ·